# Tools Up!
Tools Up! – rekreacyjna gra komputerowa, wyprodukowana przez studio The Knights of Unity i wydana przez All in! Games. Premiera odbyła się 3 grudnia 2019. Gra jest dostępna na platformy Microsoft Windows, PlayStation 4, Xbox One oraz Nintendo Switch.

## Rozgrywka
Gracz kontroluje wybraną postać z ekipy remontowej. Celem jest odnowienie mieszkań pod nieobecność właścicieli. Gracz, według wskazówek zleceniodawców, maluje ściany, tapetuje, przesuwa meble i wykonuje inne czynności związane z renowacjami. Poziom trudności rośnie w kolejnych poziomach.
W grze można wybierać między trybem kampanii i trybem imprezowym. Jednocześnie grać może do czterech graczy. Gra powstała na silniku Unity.

## Produkcja i odbiór gry
Magazyn „CD-Action” opublikował wrażenia z gry przed premierą w numerze 299 (10/2019). Zapowiedzi gry pojawiły się na takich polskich portalach jak Polygamia i Graczpospolita, a pokazy przedpremierowe odbyły się podczas targów gamescom 2019, PAX West 2019, PGA 2019 oraz Tokyo Game Show 2019.
Forbes umieścił Tools Up! na liście 29 najlepszych gier rodzinnych 2019 roku. Tools Up! pozytywnie oceniły też takie portale jak Escapist Magazine i PlayStation Universe.
Michał Grązka z serwisu benchmark.pl docenił produkcję, przyrównując grę do Overcooked i wystawił jej ocenę 4,2/5. Magazyn „CD-Action” opublikował recenzję gry, w której przyznał ocenę 7+/10.